# Huis Janssens

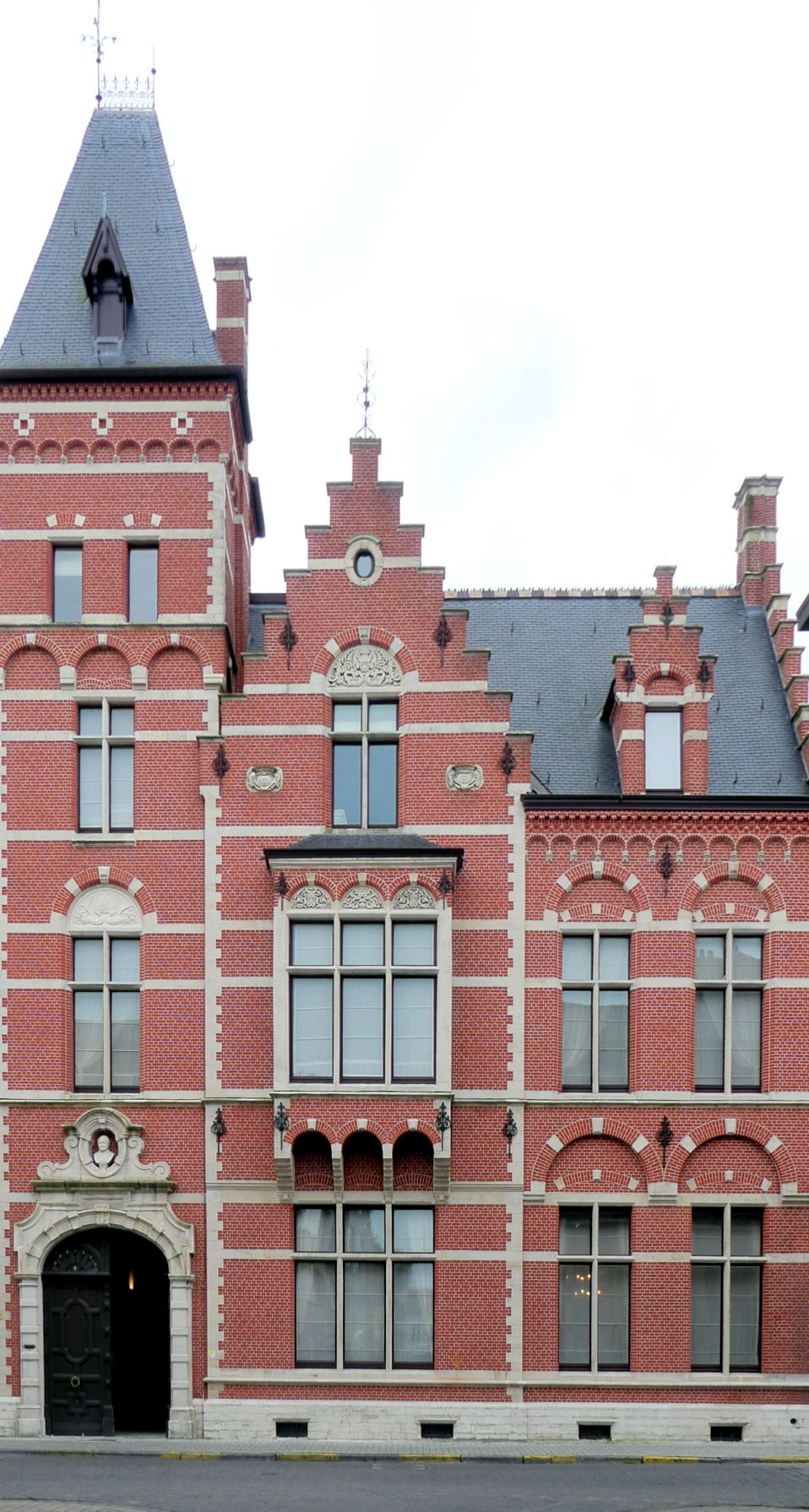
Das Huis Janssens in Sint-Niklaas

Das Huis Janssens ist ein Stadthaus und Museum in der ostflämischen Stadt Sint-Niklaas. Es befindet sich in der Zamanstraat und wurde im Jahr 1878 für den Textilfabrikanten Alfons Janssens erbaut. Nach seinem Tod wurde das Anwesen im Jahr 1907 an die Stadt Sint-Niklaas verkauft. Diese eröffnete dort im Jahr 1911 ein Museum, welches sie bis heute betreibt.